# Cordicantharis cordicollis
Cordicantharis cordicollis is een keversoort uit de familie soldaatjes (Cantharidae). De wetenschappelijke naam van de soort werd in 1854 gepubliceerd door Kuster.